# سكا

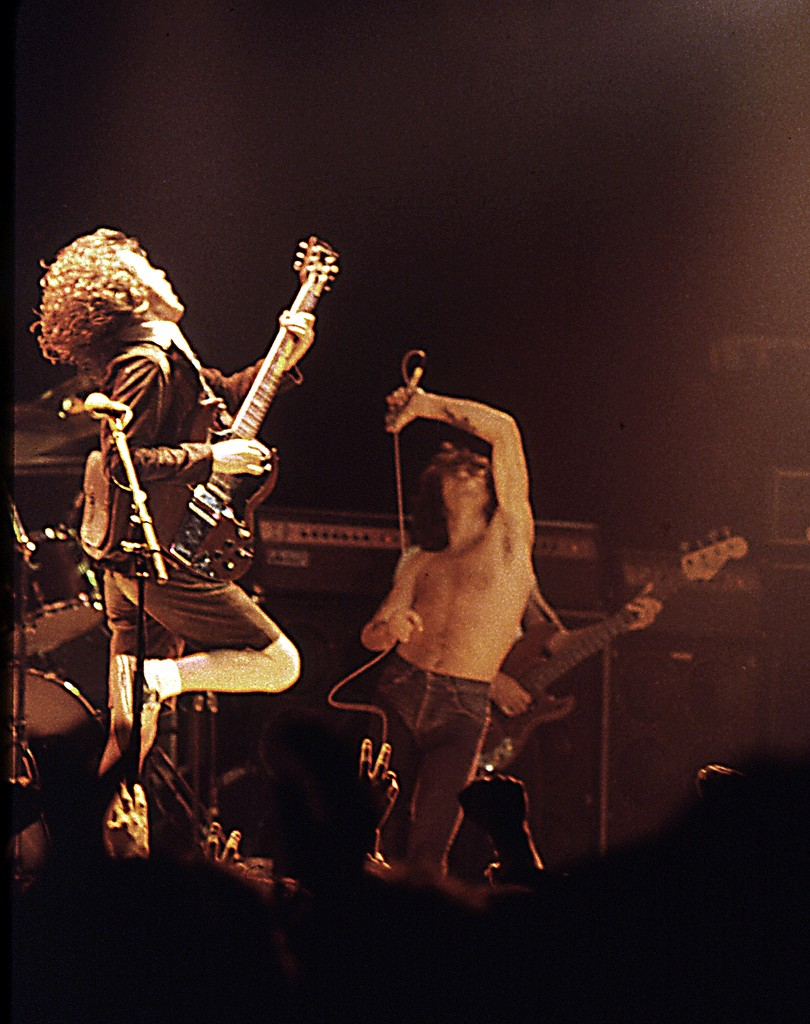
عرض موسيقي لفرقة ACDC

السكا (Ska) هو نوع موسيقي نشأ في جاميكا خلال العقد 1950، ومنه اشتق الريغيه والروكستيدي. واشتهر في المملكة المتحدة في أواخر العقد 1970. يحتوي السكا على عناصر موسيقية أمريكية مثل الريذم أند بلوز والجاز، وكاريبية مثل الكاليبسو والمينتو، ويعرف النوع باحتوائه على إيقاع سريع ونغمات القيثارة أو البيانو. الأدوات الموسيقية المستخدمة عادة في أغاني السكا هي القيثارة الإلكترونية، وقيثارة البيس الإلكترونية، والبيانو، والأرغن، والساكسوفون، والترومبون، بالإضافة إلى البوق والطبل. يتفرع النوع إلى عدة فروع، أبرزها: تو تون، وموجة السكا الثالثة، والسكا بنك.
من أشهر موسيقيي هذا النوع: سيماريب، ولوريل أيتكن، ودسموند دكر، وذا بايونيرز، ومادنس، وذا مايتي مايتي بوستونز.